# 辛吉蒂克湾

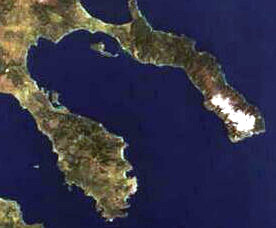
辛吉蒂克湾的卫星照片

辛吉蒂克湾（希臘語：Σιγγιτικός Κόλπος）是爱琴海北部色雷斯海的一个海湾，其西边为錫索尼亞半島，东边为阿索斯山。阿莫利亞尼島位于此海湾东北部阿索斯山旁边。阿索斯山的多个修道院位于辛吉蒂克湾的海岸上。